# 鳄鱼恶魔岛

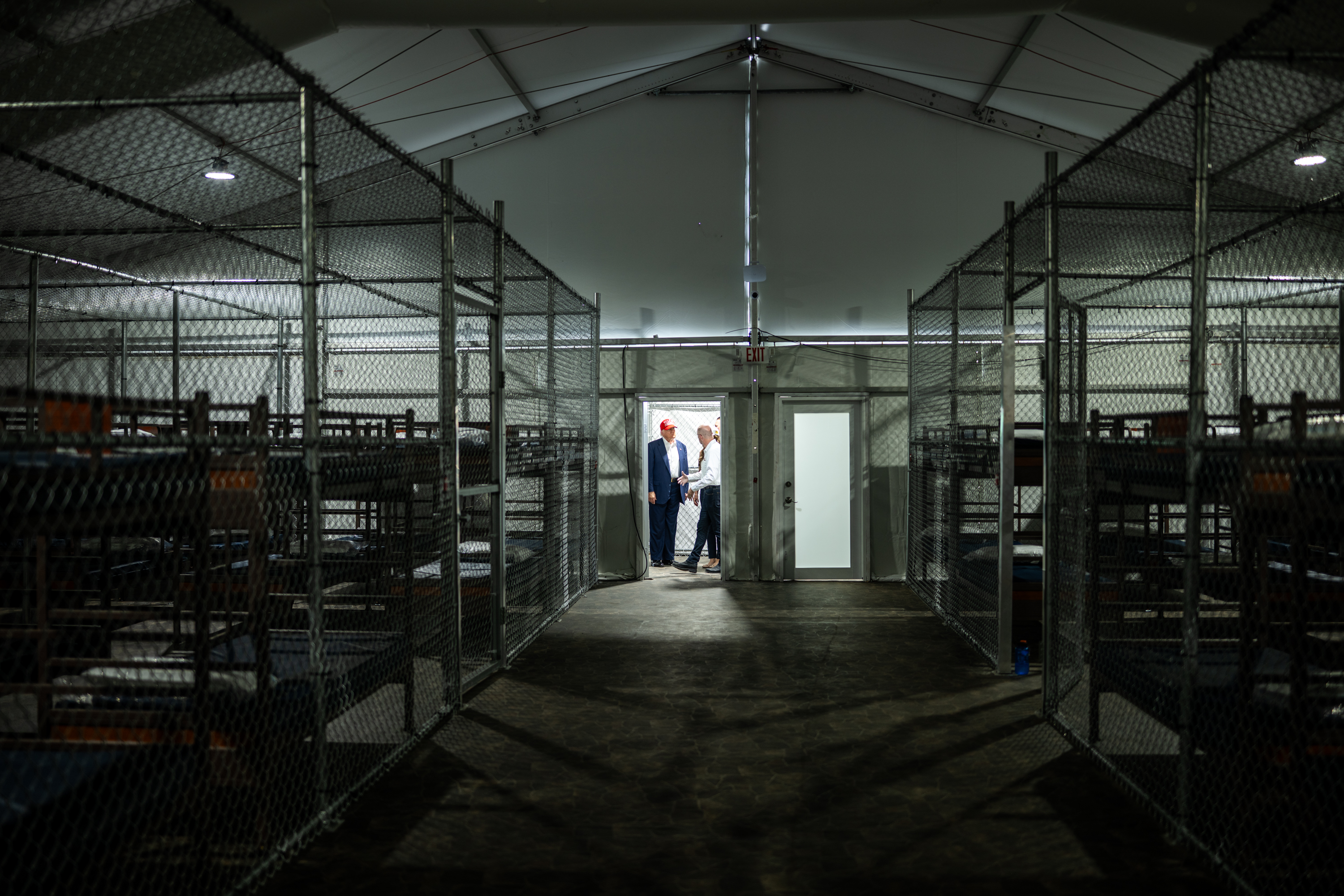
鳄鱼恶魔岛

鳄鱼恶魔岛（Alligator Alcatraz）是位於美国佛罗里达州佛罗里达大沼泽地的一个非法移民拘留设施。 該設施最多可容纳5,000名非法移民，而且周围的湿地有鳄鱼和蟒蛇出没。 
2025年7月1日，美國總統唐納·川普和美國国土安全部部长克丽丝蒂·诺姆与佛罗里达州州长罗恩·德桑蒂斯出席該設施的開幕式。 